# FontShop
FontShop est une fonderie typographique basée à Berlin en Allemagne et fondée en 1989 par Erik Spiekermann et Joan Spiekermann, et Neville Brody comme première compagnie revendant des polices d’écriture numériques. Il y a quatre compagnies indépendantes FontShop (en Allemagne, Autriche, Belgique, et aux États-Unis) vendant les polices dont les licences appartiennent à FontShop International. FontShop International produit des polices (par exemple FF DIN, FF Dax, FF Meta) et publie FontBook. FontShop Allemagne organise les conférences annuelles TYPO à Berlin depuis 1995 et à Londres depuis 2011. Depuis 2012, FontShop États-Unis organise une conférence TYPO à San Francisco.
La compagnie est rachetée par Monotype Imaging en juillet 2014 pour la somme de 13 million USD,.